# Шудходана
Шудходана е бащата на принц Сидхарта, който по-късно става известен като историческия Буда Шакямуни. Името му означава „този, който отглежда чист ориз“ . По традиция и според будистките писания Шудходана се смята за крал, докато според по-късни интерпретации той е избираем лидер на олигархичната република на клана Шакя със столица Капилавасту.

## Семейство
Бащата на Шудходана е Сихахану, а майка му е Какана. Главна съпруга на Шудходана е Мая или Махамая, която става майка на Сидхарта Гаутама, известен по-късно като Шакямуни („светецът от Шакиите“) или Буда. Мая умира след неговото раждане и Шудходана прави своя главна съпруга по-младата ѝ сестра Махападжапати Готами. От нея му се раждат още две деца: син Нанда и дъщеря Сундари, които по-късно приемат монашество.
На шестнадесетгодишна възраст Сидхарта се жени за своята братвчедка Яшодхара, племенница на Махмая и Махападжапати. Традиционно се смята, че баща на Яшодхара е Суппабуда, докато според някои други обяснения е Дандапани.

## Въпросът за кралския статут
Макар най-често Шудходана да е описван и споменаван като крал повечето изследвания на съвременни учени не са съгласни със статута му на монарх. Много утвърдени изследователи смятат, че държавата на Шакиите не е кралство, а олигархична република, управлявана от елитен съвет от войни и екип от министри, които избират водач или „раджа“.  Макар раджата да е имал изключителен авторитет за Шакиите, властта му все пак не е била еднолична. Важните въпроси били обсъждани от управляващия съвет и решенията са били вземани с консенсус. Нещо повече, по времето, когато се е родил Сидхарта републиката на Шакиите става васал на по-голямото кракство Косала.. Тогава главата на олигархичния съвет на Шакиите, раджата е можел да бъде приет и оставен на власт с одобрението на краля на Косала. Следователно, макар и твърде влиятелен като водач, Шудходана не е бил крал в традиционния смисъл на думата.
Най-ранните известни будистки текстове не определят семейството на Шудходана като кралско.. Възможно е по-късните текстове да интерпретират неправилно палийската дума „раджа“, която би могла да означава крал, принц, владетел или командир..

## Раждането на Сидхарта и великото отричане
Роденият в Лумбини Сидхарта Гаутама отраства в столицата на Шакиите Капилавасту. Според легендата Шудходана полага големи усилия за да предотврати напускането на двореца от младия Сидхарта за да стане шрамана или скитащ аскет, както му било предсказано. Въпреки това на 29-годишна възраст, след като преживява четирите знака на непостоянството и осъзнава неудовлетворителната природа на живота Сидхарта напуска дома си, изоставяйки съпругата си Яшодхара и сина им Рахула. Този акт е известен като великото отричане.

## Животът след това
Шудходана оплаквал напускането на сина си и положил забележителни усилия да го открие. Седем години по-късно, вече след просветлението Шудходана изпраща девет пратеници за да поканят Буда да се завърне в земите на Шакиите. Буда обаче преподава дхарма на пратениците и тяхната свита и те избират да се присъединяват към сангхата.
Тогава Шудходана изпраща при Сидхарта негов близък приятел, Калудай. Той също избира да стане монах, но удържа обещанието си и кани Буда обратно у дома. Буда приема поканата и посещава дома си, като преподава дхарма на своя баща.
Четири години по-късно, когато научава за наближаващата смърт на Шудходана Буда още веднъж посещава дома си и преподава дхарма на баща си на смъртното му легло и в крайна сметка Шудходана достига състоянието на архат.